# Lough Foyle

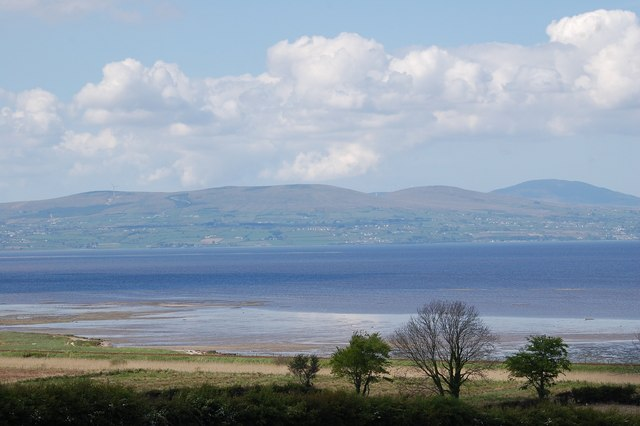
Lough Foyle van op de zuidelijke kustlijn

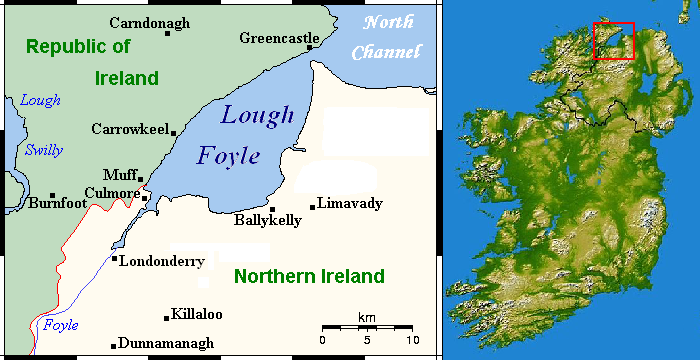

Lough Foyle (Iers: Loch Feabhail) is het estuarium van de Foyle. De Foyle stroomt in Lough Foyle net ten noorden van Derry en dit is op zijn beurt 23 km meer naar het noordoosten verbonden met de Atlantische Oceaan. Dwars door het estuarium loopt de staatsgrens tussen Ierland in het westen op de linkerkustlijn en het Verenigd Koninkrijk, meer specifiek Noord-Ierland, in het oosten op de rechterkustlijn.
Lough Foyle is de oostelijke afgrenzing van het schiereiland Inishowen, onderdeel van County Donegal. Op de Ierse kustlijn ligt onder meer Moville, op de Britse kustlijn Ballykelly en Greysteel, gelegen in County Londonderry.
Het drasland rond het estuarium is een Ramsarsite, geklasseerd onder de Conventie van Ramsar.